# Liga Democratica da China
A Liga Democrática da China (chinês simplificado: 中国 民主 同盟; chinês tradicional: 中國 民主 同盟; pinyin: Zhōngguó Mínzhǔ Tóngméng) é um dos oito partidos políticos legalmente reconhecidos na República Popular da China. O partido foi fundado em 1941 com o nome de "Liga dos Grupos Políticos Democráticos", e em 1944 assumiu o atual nome de Liga Democrática Chinesa. Inicialmente formou uma coalizão de três partidos pró- democráticos e três grupos de defesa, mas alguns se uniram a Tchang Kai-shek em 1946. A Liga incluía então a Associação para a Salvação da Pátria, a Sociedade para a educação profissional e o Camponês Democrático Partido. Este partido apoiou os esforços da China durante a Segunda Guerra Sino-Japonesa, em particular. Os principais membros desse partido incluíam Liang Shuming, Fei Xiaotong, Li Huang, Zhang Junmai (Carson Chang), Huang Yanpei, Wu Han, Chu Anping e Wen Yiduo. Em 2010, o partido tinha 214.000 membros.